# Kathedrale von Tunja

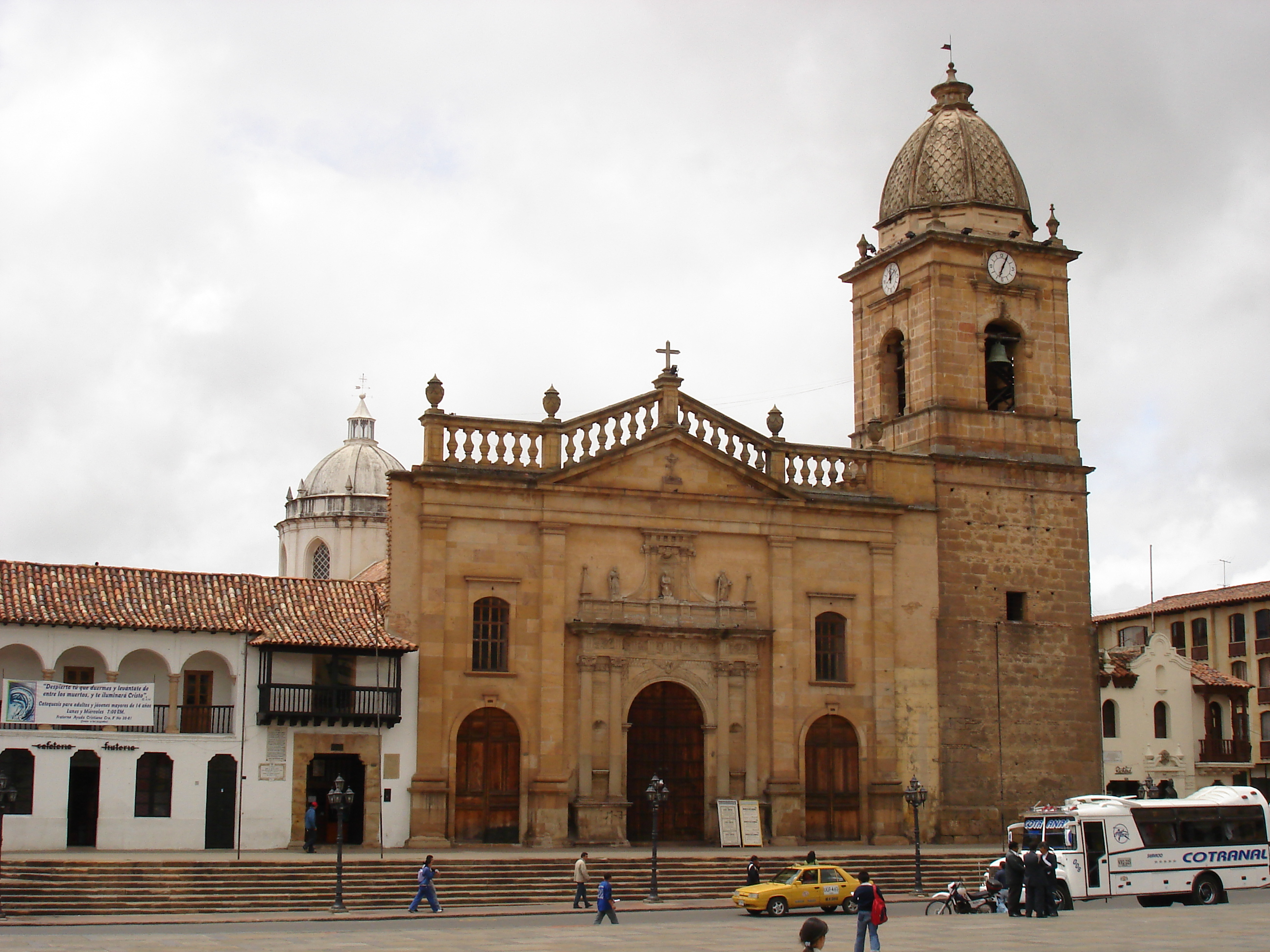
Fassade der Kathedrale

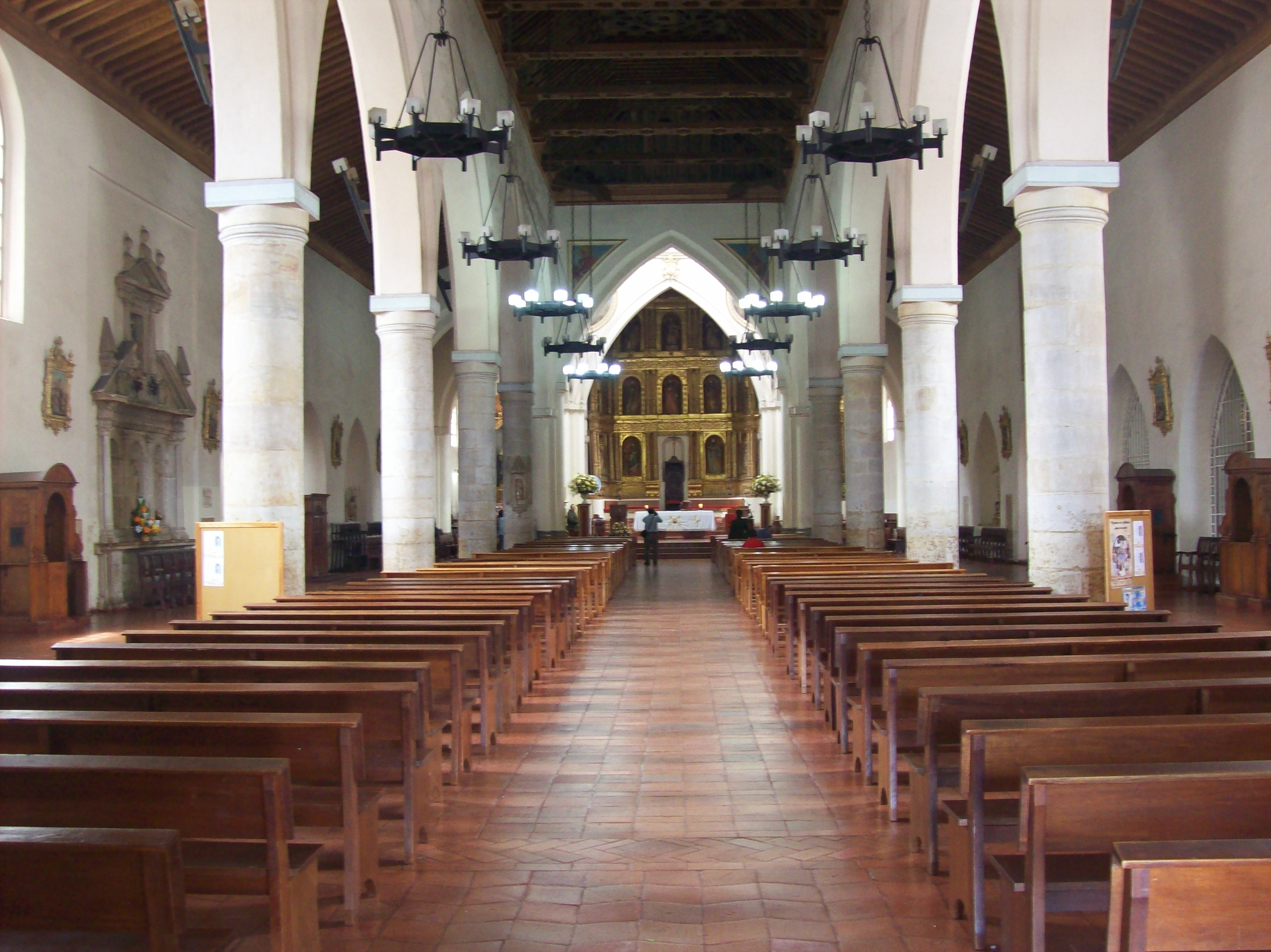
Innenraum

Die Kathedrale von Tunja oder auch Kathedralbasilika des Apostels Jakobus (spanisch Catedral Basílica de Santiago Apóstol) ist eine römisch-katholische Kirche in Tunja, Hauptstadt des Departamentos Boyacá im kolumbianischen Hochland. Die Kathedrale des Erzbistums Tunja stammt aus dem 16. Jahrhundert und ist Jakobus dem Älteren gewidmet, sie trägt zusätzlich den Titel einer Basilica minor.

## Geschichte
Eine erste einfache Kirche am Plaza Mayor bot bereits 1539 den Platz für die erste heilige Messe und wurde 1541 fertiggestellt, sie war Unserer Lieben Frau von Guadalupe gewidmet. Neben den Altären und dem Chor hatte sie eine Kapelle, die der Madonna von Guadalupe gewidmet war. Auch nach einem Brand 1553 wurde sie vorerst weiter genutzt. 
Mit dem Bau der heutigen Kirche wurde Pedro Gutiérrez 1565 beauftragt, der seine Arbeit im Jahr 1567 aufnahm. Die Fertigstellung zusammen mit den ersten Kapellen erfolgte am 29. Juni 1574. Das Portal folgte 1600, der Glockenturm vermutlich 1610. Im 17. Jahrhundert folgten weitere Kapellen.
Mit der Schaffung des Bistums Tunja 1880 durch Papst Leo XIII. wurde die Kirche zur Kathedrale erhoben. 1910 wurde als Abschluss von Restaurierungsarbeiten die heutige Kuppel erstellt. Die Altstadt von Tunja wurde einschließlich der Kathedrale 1959 zum Nationaldenkmal von Kolumbien erklärt. 1980 erhielt die Kirche durch Papst Johannes Paul II. den Titel einer Basilica minor verliehen.

## Architektur
Die Kirche wurde im Isabellinischen Stil als Hallenkirche errichtet. Die drei Kirchenschiffe schließen ohne Querschiff ab, die Seitenschiffe sind durch zwei Reihen von sieben zylindrischen Säulen getrennt. Die vier Seitenkapellen wurden außen angebaut. Im Chorbereich erhebt sich eine Kuppel über einem Tambour mit acht Fenstern. Die Decken sind als reich verzierte Mudejar-Kassettendecken ausgeführt, das Mittelschiff ist etwas höher als die Seitenschiffe. Der Glockenturm steht an der rechten Seite des Portals auf einem viereckigen Sockel, der mit einem Gesims und einer spitzen, achteckigen Haube versehen ist.
Die Fassade ist rechteckig und besteht aus drei vertikalen Körpern, die durch vier Pilaster unterteilt sind. Das Renaissanceportal wurde von Bartolomé Carrión entworfen. Im oberen Teil der Fassade ist ein zentrales Tympanon im Giebel mit einem Bild des Gekreuzigten, Gesimsen und einer darüber liegenden Balustrade zu sehen.